# 밤비노의 저주

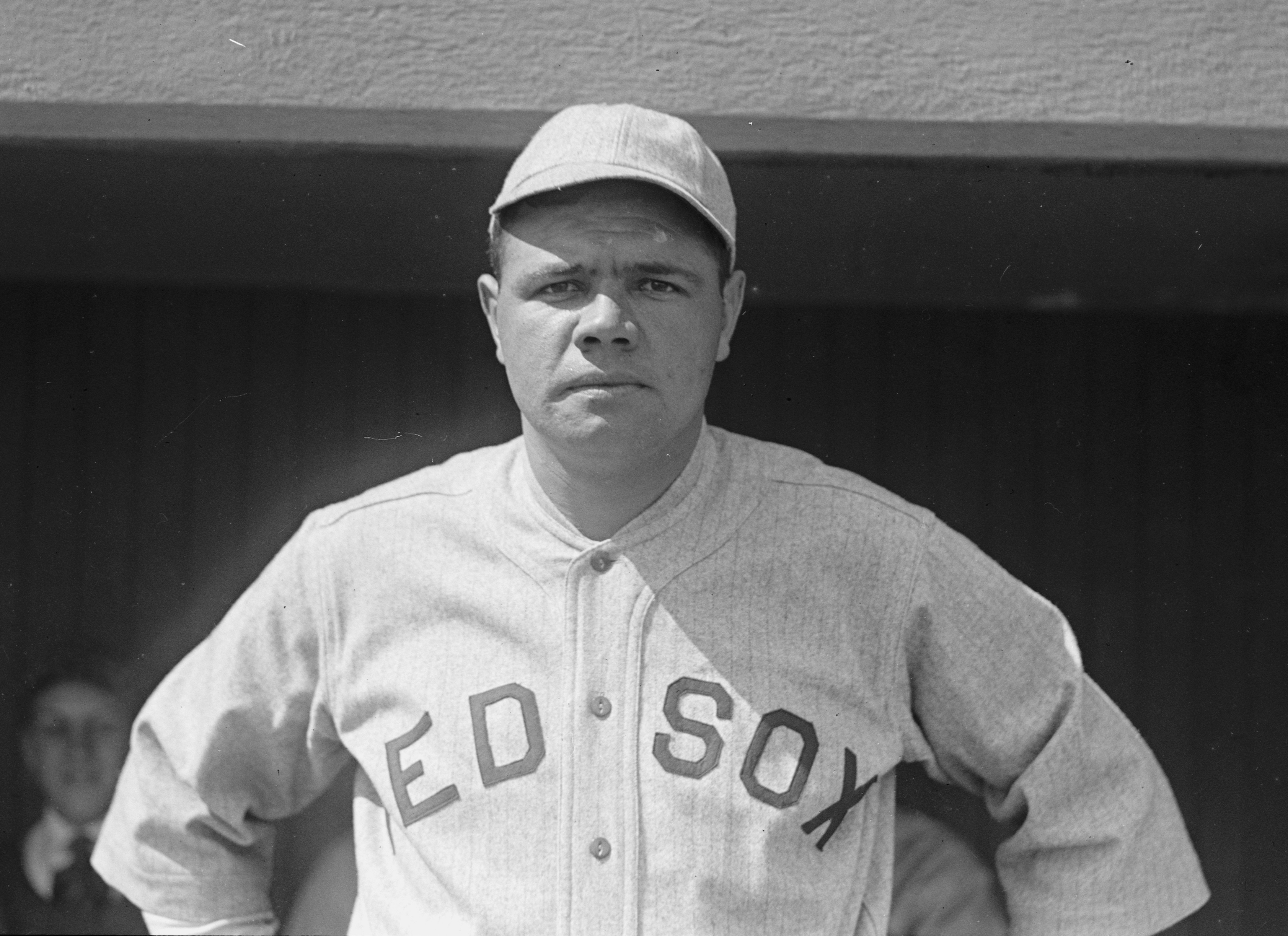
보스턴 레드 삭스에서 투수로 활동하던 젊은 시절의 베이브 루스의 모습.

밤비노의 저주(Curse of the Bambino)는 미국 메이저 리그의 보스턴 레드 삭스가 1920년 베이브 루스(밤비노)를 뉴욕 양키스로 트레이드시킨 후, 수십 년 동안 월드 시리즈에서 한 번도 우승하지 못한 불운을 일컫는 말이다. 레드삭스는 1918년 월드 시리즈 이후 86년만인 2004년 월드 시리즈에서 우승하면서 이같은 불운을 끊어냈다.
이 속설에 따르면 레드 삭스가 1919-1920 시즌오프 시기에 베이브 루스를 뉴욕 양키스에 트레이드시킨 이후부터 레드 삭스의 불운이 시작되었다고 여겨진다. 그 이전까지 레드 삭스는 1903년 첫 우승을 시작으로 월드 시리즈에서 총 5회 우승한 매우 성공적인 팀이었다. 그러나 베이브 루스를 트레이드시킨 이후로는 2004년이 될 때까지 수십 년간 월드 시리즈 우승에 실패했다. 반면, 이전까지 한 번도 우승을 한 적이 없었던 양키스는 베이브 루스를 사들인 후 1920년 홈런왕이 된 그의 활약에 힘입어 명문 구단으로 발돋움, 2009년까지 월드 시리즈에서 총 27회의 우승을 달성하였다. 결과적으로 레드 삭스는 최악의 트레이드를 단행한 셈이었으며, 이렇게 레드 삭스가 오랜 기간동안 단 한 번도 우승하지 못한 것을 언론이 밤비노의 저주라고 지칭한 데에서 이러한 말이 생겨나게 되었다. 밤비노는 베이브 루스의 애칭이다.
레드 삭스는 2004년 월드 시리즈에서 86년만에 우승을 거두면서 비로소 오랜 저주의 속설에서 벗어나게 되었다. 당시 레드 삭스는 아메리칸 리그 챔피언십에서 양키스를 상대로 3연패를 당한 뒤 내리 4승을 따내며 리그 우승을 거두었으며, 이어서 벌어진 월드 시리즈에서 세인트루이스 카디널스를 꺾으면서 우승했다.
이 저주의 이야기는 보스턴 지역 문화에도 영향을 끼쳤다. 그 일례로, 보스턴을 가로지르는 주고속도로인 스토로우 드라이브(Storrow Drive)에서 흔히 발견되는 ‘Reverse Curve’라고 쓰인 표지판은 낙서를 덧써서 ‘Reverse The Curse’라고 고쳐써지는 사례가 자주 발생했다. 관리 당국은 2004년 레드 삭스가 우승할 때까지 이렇게 훼손된 표지판들을 수리하지 않고 그대로 남겨 두었다.

## 유래

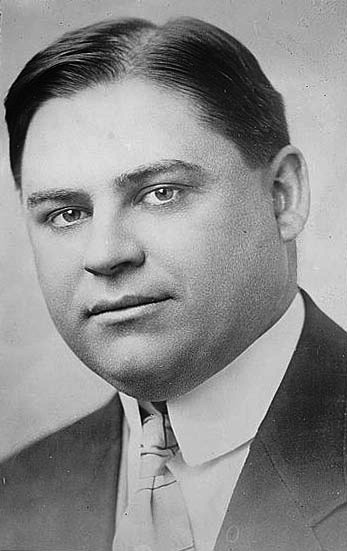
레드 삭스의 구단주 해리 프레이지. 그는 베이브 루스를 양키스에 트레이드 시켰다.

레드 삭스가 베이브 루스를 트레이드 시킨 이후 하향세를 보이기 시작했다는 것은 이미 오래전부터 널리 인지된 사실이었지만, 밤비노의 저주라는 표현을 대중화시킨 것은 댄 쇼너시가 1990년 그의 책 《밤비노의 저주》를 펴내면서 부터이다. 이 때부터 언론은 레드 삭스와 관련해 이 저주에 대해서 자주 언급하기 시작했다. 1920년대에는 ‘밤비노의 저주’라는 표현이 언론에서 거의 쓰이지 않았으며, 이는 1970년대까지도 마찬가지였다. 뉴욕 타임스의 경우 1990년까지 이 표현을 사용한 적이 없었으며, 보스턴의 지역 신문들도 쇼너시의 책과 보스턴 글로브의 1990년 7월 3일 기사(23면) 전까지는 그러한 표현을 사용하지 않았던 것으로 보인다. 레드 삭스의 팬들이 이 저주를 얼마나 믿었는지에 대해서는 2005년 빌 시몬스(Bill Simmons)의 저서 Now I Can Die in Peace에 언급되어 있다.
레드 삭스의 불운이 시작된 것은 1918년으로 알려져 있지만, 실제로 베이브 루스가 양키스로 트레이드된 것은 1920년 1월 3일의 일이다. 레드 삭스의 구단주이자 연극 연출가이며 제작자였던 해리 프레이지는 트레이드로 생긴 수익을 브로드웨이 뮤지컬 No, No, Nanette에 투자했다. 프레이지는 그 외에도 많은 연극의 제작을 지원했었으며, No, No, Nanette는 베이브 루스의 트레이드가 있은지 5년, 그리고 프레이지가 레드 삭스를 매각한지 2년 후인 1925년에야 초연을 했다. 1921년, 레드 삭스의 매니저였던 에드 배로우(Ed Barrow)는 팀을 떠나 양키스의 단장(general manager)이 되었다. 이후 다른 여러 레드 삭스 선수들도 양키스에 트레이드 되었다.
레이 몬빌은 그의 저서 The Big Bam: The Life and Times of Babe Ruth를 통해 No, No, Nanette의 제작 자금 마련이 프레이지가 루스를 트레이드했던 가장 직접적인 이유였던 것을 밝혀냈다. 몬빌과 쇼너시를 포함한 여러 연구자들은 프레이지가 양키스의 구단주와 절친한 사이였다는 점과, 루스 외의 여러 선수들의 트레이드 및 레드 삭스의 홈구장인 펜웨이 파크의 모기지 거래 또한 프레이지의 연극 제작 자금 마련을 위한 것이었다는 사실도 밝혀냈다.
양키스의 팬들은 1990년 9월 이러한 레드 삭스의 불운을 조롱하는 내용의 〈1918!〉이라는 노래를 부르기도 했다. 당시 팬들은 레드 삭스가 양키스 구장에 원정 경기를 올 때마다 이 노래를 불렀다고 한다.

## 같이 보기
- 염소의 저주
- 윌리엄 펜의 저주
- 커널 샌더스의 저주

## 참고 문헌
- (영어) Shaughnessy, Dan (2004). 《The Curse of the Bambino》. New York: Penguin Books. ISBN 0-525-24887-0.
- (영어) Shaughnessy, Dan (2005). 《Reversing the Curse》. Boston: Houghton Mifflin Company. ISBN 0-618-51748-0.